# Phaulochernes
Genre
Phaulochernes est un genre de pseudoscorpions de la famille des Chernetidae.

## Distribution
Les espèces de ce genre sont endémiques de Nouvelle-Zélande.

## Liste des espèces
Selon Pseudoscorpions of the World (version 3.0) :
- Phaulochernes howdenensis Beier, 1976
- Phaulochernes jenkinsi Beier, 1976
- Phaulochernes kuscheli Beier, 1976
- Phaulochernes maoricus Beier, 1976
- Phaulochernes townsendi Beier, 1976

## Publication originale
- Beier, 1976 : The pseudoscorpions of New Zealand, Norfolk, and Lord Howe. New Zealand Journal of Zoology, vol. 3, no 3, p. 199-246 (texte intégral).